# Rivière Mathieu
Pour les articles homonymes, voir Mathieu.
La rivière Mathieu est un affluent de la rive nord de la baie Eskwaskwakamak (qui est intégrée au réservoir Gouin), coulant dans la ville de La Tuque, dans la région administrative de la Mauricie, dans la province de Québec, au Canada.
La foresterie constitue la principale activité économique de cette vallée ; les activités récréotouristiques, en second. La vallée de cette rivière est desservie par la route forestière 212 reliant Obedjiwan se dirigeant vers le nord-est en suivant la rive nord du réservoir Gouin, puis en passant par la vallée du ruisseau Verreau pour desservir la rive est du réservoir.
La surface de la rivière Mathieu est habituellement gelée de la mi-novembre à la fin avril, toutefois la circulation sécuritaire sur la glace se fait généralement du début décembre à la fin de mars.

## Géographie
Les bassins versants voisins de la rivière Mathieu sont :
- côté nord : lac Kamirakatcociwok, lac Baptiste, rivière Kakospictikweak, rivière Wawackeciw ;
- côté est : lac Omina, baie Verreau, rivière Wawackeciw, ruisseau Verreau, lac Magnan ;
- côté sud : lac Kawawiekamak, lac McSweeney, lac Marmette ;
- côté ouest : baie Eskwaskwakamak, baie Wapisiw, rivière Toussaint.

La rivière Mathieu prend naissance à l’embouchure d’un lac non identifié (longueur : 0,5 km ; altitude : 511 m) situé dans le canton de Mathieu, dans La Tuque. L’embouchure de ce lac de tête est située à :
- 2,2 km au nord-ouest du cours de la rivière Kakospictikweak ;
- 2,6 km au sud-est d’un sommet de montagne (altitude : 595 m) ;
- 9,7 km au nord-est de l’embouchure de la rivière Mathieu ;
- km au nord de l’embouchure de la rivière Kakospictikweak (confluence avec la baie Nord du lac Omina du réservoir Gouin) ;
- 22,8 km au nord-est du centre du village de Obedjiwan (aménagé sur une presqu’île de la rive nord du réservoir Gouin) ;
- 70,2 km au nord-ouest du barrage à l’embouchure du réservoir Gouin (confluence avec la rivière Saint-Maurice)[2].

À partir de l’embouchure du lac de tête, le cours de la rivière Mathieu coule entièrement en zone forestière sur 16 km selon les segments suivants :
- 2,6 km vers le sud en traversant un petit lac (altitude : 439 m), jusqu’à son embouchure ;
- 4 km vers le sud, jusqu’à un ruisseau (venant de l'ouest) ;
- 4,4 km vers le sud-ouest, jusqu’à la rive nord du lac Mathieu ;
- 5,4 km vers le sud-ouest en traversant le lac Mathieu (rivière Mathieu) longueur : 5,3 km ; altitude : 404 m) sur sa pleine longueur, jusqu’à son embouchure. Note : la ligne des cantons de Mathieu et de McSweeney passe au milieu du lac.
- 0,4 km vers le sud jusqu’à la rive nord de la baie Eskwaskwakamak[2].

La confluence de la rivière Mathieu avec la baie Eskwaskwakamak est située à :
- 12,9 km au nord-est du centre du village de Obedjiwan ;
- 69,5 km au nord-ouest du barrage Gouin ;
- 121,8 km au nord-ouest du centre du village de Wemotaci ;
- 210 km au nord-ouest du centre-ville de La Tuque ;
- 317,4 km au nord-ouest de l’embouchure de la rivière Saint-Maurice (confluence avec le fleuve Saint-Laurent à Trois-Rivières).

La rivière Mathieu se déverse dans le canton de McSweeney au fond d’une baie de la Baie Eskwaskwakamak (longueur : 9,3 km ; altitude : 402 m).
À partir de l’embouchure de la rivière Mathieu, le courant coule sur 86,6 km d’abord vers le sud, puis généralement vers le sud-est, jusqu’au barrage Gouin, notamment en traversant la baie Eskwaskwakamak, le lac Marmette, le lac McSweeney, le lac Nevers, le lac Brochu et la baie Kikendatch. De là, le courant emprunte la rivière Saint-Maurice jusqu’à Trois-Rivières, où il se déverse dans le fleuve Saint-Laurent.

## Toponymie
Jadis, ce cours d’eau était désigné rivière Orignal.
Le toponyme "Rivière Mathieu" a été officialisé le 5 décembre 1968 à la Commission de toponymie du Québec.